# روکستون پون، کبک
روکستون پون (به فرانسوی: Roxton Pond) شهری در منطقه شهری لا اوت-یاماسکا ناحیه مونترژی در استان کبک کانادا است. در سرشماری سال ۲۰۱۱ این شهر ۳٬۶۵۹ نفر جمعیت داشته‌است و مساحت آن ۱۰۲٫۱۱ کیلومتر مربع است.